# Campeonato Paulista 1995
In 1995 werd het 94ste Campeonato Paulista gespeeld voor voetbalclubs uit de Braziliaanse staat São Paulo. De competitie werd gespeeld van 18 januari tot 6 augustus en werd georganiseerd door de FPF. Mogi Mirm speelde de eerste fase in de tweede klasse (Série A2), en werd voor de tweede fase opgevist. Corinthians werd kampioen.  

## Eerste fase

### Groep A
| Plaats | Club             | Wed. | W  | G  | V  | Saldo | Ptn. |
| ------ | ---------------- | ---- | -- | -- | -- | ----- | ---- |
| 1.     | Portuguesa       | 30   | 16 | 10 | 4  | 47:29 | 58   |
| 2.     | São Paulo        | 30   | 15 | 9  | 6  | 45:27 | 54   |
| 3.     | Santos           | 30   | 13 | 11 | 6  | 49:30 | 50   |
| 4.     | Palmeiras        | 30   | 12 | 9  | 9  | 47:30 | 45   |
| 5.     | Guarani          | 30   | 12 | 9  | 9  | 40:36 | 45   |
| 6.     | Corinthians      | 30   | 10 | 12 | 8  | 42:32 | 42   |
| 7.     | União São João   | 30   | 10 | 9  | 11 | 35:38 | 39   |
| 8.     | Araçatuba        | 30   | 11 | 5  | 14 | 30:41 | 38   |
| 9.     | Juventus         | 30   | 9  | 9  | 12 | 28:33 | 36   |
| 10.    | Rio Branco       | 30   | 8  | 12 | 10 | 39:42 | 36   |
| 11.    | Novorizontino    | 30   | 8  | 11 | 11 | 26:36 | 35   |
| 12.    | América          | 30   | 7  | 14 | 9  | 26:32 | 35   |
| 13.    | Ferroviária      | 30   | 9  | 7  | 14 | 24:32 | 34   |
| 14.    | XV de Piracicaba | 30   | 8  | 10 | 12 | 38:44 | 34   |
| 14.    | Bragantino       | 30   | 7  | 11 | 12 | 27:36 | 32   |
| 16.    | Ponte Preta      | 30   | 7  | 8  | 15 | 30:55 | 29   |

|  | Geplaatst voor tweede fase |
|  | Degradatie Série A2        |

## Tweede fase

### Groep A
| Plaats | Club       | Wed. | W | G | V | Saldo | Ptn. |
| ------ | ---------- | ---- | - | - | - | ----- | ---- |
| 1.     | Palmeiras  | 6    | 3 | 3 | 0 | 10:4  | 12   |
| 2.     | Mogi Mirim | 6    | 3 | 1 | 2 | 9:11  | 10   |
| 3.     | São Paulo  | 6    | 2 | 1 | 3 | 6:8   | 7    |
| 4.     | Guarani    | 6    | 1 | 1 | 4 | 6:8   | 4    |

### Groep B
| Plaats | Club           | Wed. | W | G | V | Saldo | Ptn. |
| ------ | -------------- | ---- | - | - | - | ----- | ---- |
| 1.     | Corinthians    | 6    | 5 | 1 | 0 | 13:5  | 16   |
| 2.     | Portuguesa     | 6    | 3 | 0 | 3 | 8:5   | 10   |
| 3.     | Santos         | 6    | 1 | 2 | 3 | 10:14 | 5    |
| 4.     | União São João | 6    | 1 | 1 | 4 | 5:12  | 4    |

|  | Geplaatst voor finale |

### Finale
|              |             |       |           |  |
| 30 juli Heen | Corinthians | 1 – 1 | Palmeiras |  |
| 30 juli Heen |             |       |           |  |

|                  |           |       |             |  |
| 6 augustus Terug | Palmeiras | 1 – 2 | Corinthians |  |
| 6 augustus Terug |           |       |             |  |

## Kampioen
| Campeonato Paulista de 1995      |
| São Paulo                        |
| -------------------------------- |
| CORINTHIANS Kampioen (21° titel) |